# Прапор Підбужа
Пра́пор Підбужа — офіційний символ селища Підбуж, Дрогобицького району Львівської області, затверджений 3 серпня 2004 року рішенням сесії Підбузької селищної ради.
Автор проєкту — А. Гречило.

## Опис
Квадратне полотнище, що складається з трьох рівновеликих вертикальних смуг — синьої, жовтої та синьої, на середній жовтій — два стилізовані сині грона винограду з зеленими хвостиками, одне над одним.

## Зміст
Зображення виноградного куща з гронами було ще в ХІХ ст. на печатці містечка. Виноградний кущ є символом щедрості й багатства. Дві сині смуги (боковики) уособлюють дві річки — Бистрицю та Сторонівку, які протікають по території селища.